# Yuan Sijun
Dans ce nom chinois, le nom de famille, Yuan, précède le nom personnel Sijun.
Pour les articles homonymes, voir Yuan (homonymie).
Yuan Sijun (mandarin : 袁思俊 ; pinyin : yúan sī jùn), né le 29 mai 2000 à Nanchang, dans la province de Jiangxi, en Chine, est un joueur chinois professionnel de snooker.
À ce jour, ses meilleures performances de carrière sont réalisées sur des tournois classés, lors de l'Open de Gibraltar 2019 et au Masters d'Allemagne 2025,.

## Carrière
Yuan Sijun commence à jouer au snooker à l'âge de 10 ans. Le Chinois se fait remarquer en 2016, quand, âgé de seulement 15 ans, il défait le no 13 mondial Martin Gould sur le score de 5 manches à 0 au premier tour de l'Open de Chine,,.  Affronter l'Anglais Martin Gould lui réussit bien puisqu'il reproduit cette performance quelques mois plus tard au Masters de Shanghai, s'imposant de nouveau sur le score de 5 manches à 0.
En 2017, sa victoire contre Zhao Xintong en finale du championnat d'Asie des moins de 21 ans lui vaut pour récompense de se qualifier sur le circuit professionnel pour les saisons 2017-2018 et 2018-2019, devenant par la même occasion le plus jeune joueur à participer au circuit mondial cette saison-là. À cette occasion, Yuan signe des victoires de prestige face à Joe Perry à l'Open d'Angleterre et face à Shaun Murphy au Masters de Shanghai.
Yuan atteint son premier quart de finale dans un tournoi comptant pour le classement au championnat de Chine 2018. Il y est battu par le no 1 mondial Mark Selby. Grâce à des résultats solides, Yuan se qualifie pour le Grand Prix mondial, tournoi qui regroupe les 32 meilleurs joueurs au classement annuel. Il y bat le champion du monde en titre Mark Williams (4-3) et Stephen Maguire (4-2) pour atteindre son second quart de finale de la saison. Opposé à son compatriote Xiao Gudong, il s'incline en manche décisive. Cette performance lui attire les éloges des commentateurs Jimmy White, Ronnie O'Sullivan et Stephen Hendry qui le décrivent comme « le meilleur jeune de 18 ans depuis O'Sullivan ». En mars 2019, il est aligné à l'Open de Gibraltar où il y réalise son meilleur résultat à ce jour avec une demi-finale. Pour ce faire, il dispose notamment de Sanderson Lam (4-0), Gary Wilson (4-2) et Robert Milkins (4-3), avant de s'incliner face au futur vainqueur, l'Anglais Stuart Bingham.
Lors de l'Open de Grande-Bretagne 2022, Yuan réalise un nouveau quart de finale, après avoir notamment sorti John Higgins. Il est battu par Ryan Day, au terme d'une manche décisive. Plus tard dans la saison, il est quart de finaliste à l'Open du pays de Galles, seulement battu par Shaun Murphy. 
Il doit attendre 2025 pour se hisser de nouveau en demi-finale de tournoi classé, au Masters d'Allemagne, éliminant Neil Robertson et le très en forme Shaun Murphy sur son passage. L'opportunisme de Barry Hawkins parle de nouveau dans le dernier carré, le Britannique profitant du manque d'expérience du Chinois pour s'imposer tranquillement (6-2). Yuan dépasse son meilleur classement mondial. 

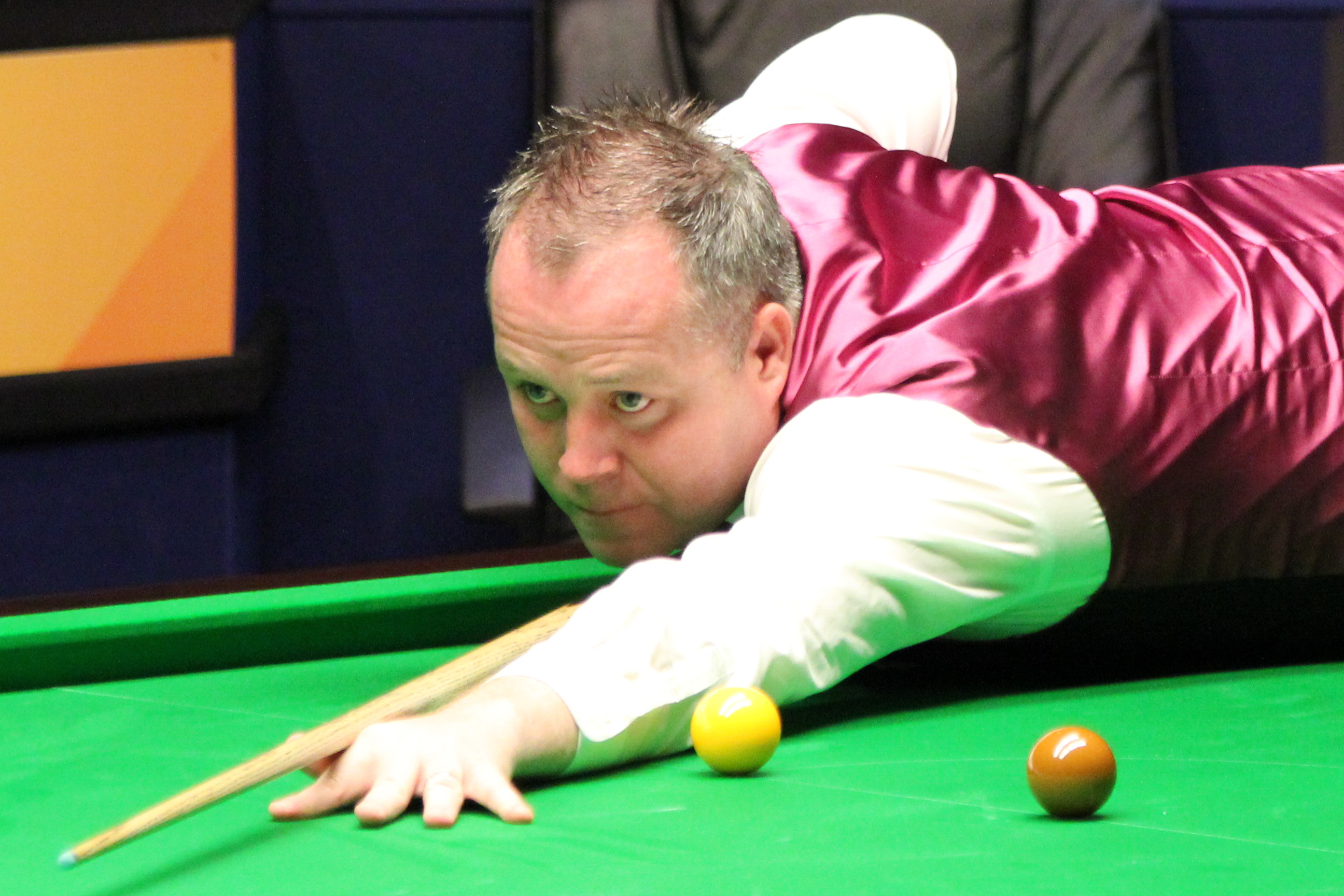
John Higgins, malheureux adversaire de Yuan, au terme d'une dernière manche controversée.

Yuan remporte son premier titre non classé lors de l'Open de Haining 2023. Il bat son compatriote Wu Yize 5-1 en finale.

## Controverse
Le 30 janvier 2019, Yuan affronte l'ancien champion du monde John Higgins au premier tour du Masters d'Allemagne, à Berlin. Dès le début du match, Higgins creuse l'écart et prend le score à son compte (3-1), au terme de plusieurs manches décousues. Dans les manches suivantes, le jeune chinois se libère, égalisant le score et réussissant même à repasser devant pour s'offrir une manche de match. Avec sang froid, Higgins réalise un break de 93 points dans la huitième manche pour s'offrir une manche décisive. Cette partie décisive est une fois de plus décousue, et se termine même sur la dernière bille noire. Yuan réussit l'empochage de la noire avec le reposoir, mais arrête la bille blanche avec celui-ci, avant que la bille n'ait terminé sa course. Les deux joueurs procèdent ensuite à la poignée de main, comme si rien ne s'était passé. Le règlement stipule que si un joueur déplace volontairement une bille en cours de partie, alors la partie est perdue, car ce geste est considéré comme une concession. Sur les images vidéo, l'arbitre de la rencontre semble comprendre la situation, mais n'intervient pas.

## Vie privée
Au début de la saison 2018-2019, Yuan Sijun déménage à Darlington où il s'entraine à l'académie Q House.

## Palmarès
| Légende | Catégorie                      | Titres                         | Finales                        |
|         | Tournois classés               | 0                              | 0                              |
|         | Tournois non classés           | 1                              | 0                              |
|         | Tournois pro-am                | 1                              | 0                              |
|         | Tournois amateurs              | 1                              | 1                              |
| Gras    | Tournois de la triple couronne | Tournois de la triple couronne | Tournois de la triple couronne |

### Titres
| Saison    | Nom du tournoi                         | Lieu       | Finaliste   | Score | Tableau |
| 2017      | Championnat d'Asie des moins de 21 ans | Chandigarh | Fan Zhengyi | 6-2   |         |
| 2019      | Open de Huizhou                        | Huizhou    | Pang Junxu  | 5-2   |         |
| 2023-2024 | Open de Haining                        | Haining    | Wu Yize     | 5-1   |         |

### Finales
| Saison | Nom du tournoi                         | Lieu  | Finaliste   | Score | Tableau |
| 2015   | Championnat d'Asie des moins de 21 ans | Pékin | Sunny Akani | 4-6   |         |